# 群馬県道231号大道横尾線
群馬県道231号大道横尾線（ぐんまけんどう 231ごう だいどうよこおせん）は、群馬県吾妻郡中之条町大道から横尾までを結ぶ県道である。

## 路線データ
- 起点：吾妻郡中之条町大字大道字峠1397番の15（群馬県道53号中之条湯河原線交点）〉）[1]
- 終点：吾妻郡中之条町大字横尾字中沢937番（中之条町道交点）[1]

## 歴史
- 1959年（昭和34年）9月18日：群馬県より現・道路法に基づき、県道大道横尾線（吾妻郡中之条町大字大道 - 同郡同町大字横尾、整理番号128）が路線認定される[2]。
  - 同時に、前身路線にあたる県道大道峠中之条線（吾妻郡中之条町大字大道 - 同郡同町、整理番号20）が路線廃止される[3]。

## 地理

### 通過する自治体
- 群馬県
  - 吾妻郡中之条町

### 交差する道路
- 群馬県道53号中之条湯河原線 - 中之条町大道（起点）
- 国道145号 - 中之条町横尾（終点）